# Moonchild
Jonas "Moonchild" Zekkari, född 24 augusti 1980, är en marockansk-svensk låtskrivare, co-producer, och skivbolagschef som bor och är verksam i Göteborg. 
Moonchild har arbetat med flertalet japanska stjärnor (genom hans förlagsteam Future Unison), däribland J-Soul-Brothers, Nissy, Generations, Exile the Second, Ryuji Imaichi, Alisa Ueno, Jay ’Ed, Dance Earth Party.
Moonchilds diskografi som låtskrivare inkluderar tre världsettor och flera andra internationella bästsäljande hits. Han låg bakom musiken till de japanska MTV VMA-vinnarna 2015 (J-Soul Brothers) och 2016 (Nissy), och var också en del av teamet bakom årets japanska album 2017 och årets ”Live Show Dvd” i Japan, för vilka han vann två Japan Disc Awards – den japanska motsvarigheten till Grammy Awards. 

## Priser

### MTV Video Music Awards Japan
| År   | Nominering / Verk                                                   | Pris                    | Resultat | Ref.              |
| ---- | ------------------------------------------------------------------- | ----------------------- | -------- | ----------------- |
| 2015 | Sandaime J Soul Brothers from EXILE TRIBE / Eeny, meeny, miny ,moe! | Årets bästa video       | Vinst    | [ 7 ] [ 8 ] [ 9 ] |
| 2015 | Sandaime J Soul Brothers from EXILE TRIBE / Eeny, meeny, miny ,moe! | Årets bästa grupp video | Vinst    | [ 7 ] [ 8 ] [ 9 ] |
| 2016 | Nissy / Playing With Fire                                           | Bästa pop video         | Vinst    | [ 7 ] [ 8 ] [ 9 ] |

### Japan Gold Disc Award
| Year | Nominering / Verk                                                                                     | Pris                   | Resultat | Ref. |
| ---- | --- | ---------------------- | -------- | ---- |
| 2016 | Sandaime J Soul Brothers from EXILE TRIBE / PLANET SEVEN                                              | Bästa 5 albumen        | Vinst    |      |
| 2017 | Sandaime J Soul Brothers from EXILE TRIBE / THE JSB LEGACY                                            | Bästa 5 albumen        | Vinst    |      |
| 2018 | Sandaime J Soul Brothers from EXILE TRIBE / THE JSB WORLD                                             | Bästa 5 albumen        | Vinst    |      |
| 2018 | Sandaime J Soul Brothers from EXILE TRIBE / Sandaime J Soul Brothers LIVE TOUR 2016-2017 “METROPOLIZ” | Bästa musikvideos      | Vinst    |      |
| 2019 | FANTASTICS from EXILE TRIBE / OVER DRIVE                                                              | Bästa 5 nya artisterna | Vinst    |      |